# Báthory EuroCity
A Báthory EuroCity (Lengyelországban Batory InterCity, korábban Varsovia EuroCity) egy a MÁV-START, a ŽSSK, a ČD és a PKP Intercity által közlekedtetett EuroCity vonat (vonatszám: EC 130-131), amely Budapest-Nyugati pályaudvar és Terespol és közvetlen kocsikkal Kraków Główny (Krakkó főpályaudvar) között, Pozsony érintésével közlekedik. Bizonyos időszakokban közvetlen kocsikkal elérhető a vonattal a montenegrói Bar, a bolgár Burgasz, Várna és Szófia városok, valamint Minszk és Moszkva is.
Naponta egy-egy pár közlekedik, döntően a MÁV által kiállított nagysebességű kocsikkal. 2019. december 15-től meghosszabbított útvonalon Terespolig közlekedik

## Története
1993 és 2002 között Berlin és Varsó között is járt vonat Varsovia névvel. 2002-től a Moravia EuroCity vonat helyett Budapest és Varsó között közlekedett, mely 2012-ben megszűnt. A 2015/2016-ös menetrendváltástól újra közlekedik, korábbi útvonalán.
2018. december 9-én neve Báthory EuroCityre módosult és a Cracovia vonatra kapcsolt közvetlen kocsikkal Krakkó felé is közlekedik.
2020. december 13-ától menetrend szerint Breszt-Centralnij állomásig hosszabbították, de a koronavírus-járvány miatt továbbra is csak Terespolig jár.[forrás?]
2021. február 26-ától április 30-ig a koronavírus-járvány miatt ideiglenesen csak Pozsony és Bohumín között közlekedett.[forrás?]

## Napjainkban
A vonatot általában a ŽSSK 350 kétáramnemű mozdonya vontatta egészen a 2023-2024. évi új vasúti menetrend bevezetéséig, de 2023 december közepe óta már már nem járnak be hazánkba, így főleg a cseh vasút Siemens Vectron mozdonyai húzzák a szerelvényt.
A kiállított kocsik ülőhelyes kocsik, melyek mindegyike alkalmas a 200 km/h sebességre, klimatizáltak. Az első osztályú kocsik magyar Amz, a másodosztályúak magyar Bmz, Bpmz és Bbdpmz sorozatúak. A vonat fele Bohumíntól Krakkót érintve Przemyślig közlekedik. A vonat a Cracovia EuroCityvel közvetlen kocsikat is továbbít Prága és Terespol között, ezeket a České dráhy állítja ki.
| Kocsiszám | Típus                                 | Útirány             |
| --------- | ------------------------------------- | ------------------- |
|           | ŽSSK 350 villanymozdony               | Budapest – Bohumín  |
| 347       | START Bbdpmz (másodosztályú többcélú) | Budapest – Przemyśl |
| 348       | START Bmz (másodosztályú fülkés)      | Budapest – Przemyśl |
| 349       | START Bpmz (másodosztályú termes)     | Budapest – Terespol |
| 350       | START Bmz (másodosztályú fülkés)      | Budapest – Terespol |
| 351       | START WRmz (étkezőkocsi)              | Budapest – Terespol |
| 352       | START Apmz (termes első osztályú)     | Budapest – Terespol |

| Kocsiszám | Típus                                 | Útirány             |
| --------- | ------------------------------------- | ------------------- |
|           | ŽSSK 350 villanymozdony               | Bohumín – Budapest  |
| 352       | START Apmz (termes első osztályú)     | Terespol – Budapest |
| 351       | START WRmz (étkezőkocsi)              | Terespol – Budapest |
| 350       | START Bmz (másodosztályú fülkés)      | Terespol – Budapest |
| 349       | START Bpmz (másodosztályú termes)     | Terespol – Budapest |
| 348       | START Bmz (másodosztályú fülkés)      | Przemyśl – Budapest |
| 347       | START Bbdpmz (másodosztályú többcélú) | Przemyśl – Budapest |

## Útvonala
- Budapest-Nyugati
- Vác
- Nagymaros-Visegrád
- Szob
- Štúrovo (SK)
- Nové Zámky
- Bratislava hl.st.
- Kúty
- Břeclav (CZ)
- Hodonín
- Staré Město
- Otrokovice
- Přerov
- Hranice
- Ostrava-Svinov
- Ostrava hl.n.
- Bohumín (közvetlen kocsikkal: Zebrzydowice – Katowice – Trzebinia – Krzeszowice – Krakkó – Bochnia – Brzesko – Tarnów – Dębica – Ropczyce – Sędziszów Małopolski – Rzeszów Główny – Łańcut – Przeworsk – Jarosław – Radymno – Przemyśl Zasanie – Przemyśl Główny)
- Chałupki (PL)
- Wodzisław Śląski
- Rybnik
- Tychy
- Katowice
- Sosnowiec Główny
- Dąbrowa Górnicza
- Zawiercie
- Włoszczowa Północ
- Opoczno Południe
- Warszawa Zachodnia
- Warszawa Centralna
- Warszawa Wschodnia
- Mińsk Mazowiecki
- Siedlce
- Łuków
- Międzyrzec Podlaski
- Biała Podlaska
- Terespol
- Breszt-Centralnij (BY) – (ideiglenesen nem érinti)